# 8895 Nha
8895 Nha è un asteroide della fascia principale. Scoperto nel 1995, presenta un'orbita caratterizzata da un semiasse maggiore pari a 2,2490365 UA e da un'eccentricità di 0,1737977, inclinata di 3,95159° rispetto all'eclittica.